# Segunda División 1993-1994 (Spagna)
L'edizione 1993-94 della Segunda División fu il sessantatreesimo campionato di calcio spagnolo di seconda divisione. Il campionato vide la partecipazione di 20 squadre raggruppate in un unico gruppo. Le prime due della classifica furono promosse in Primera División mentre le ultime quattro furono retrocesse in Segunda División B. Erano previsti i play-off per la terza e la quarta in classifica.

## Classifica finale
|  |     | Classifica 1993-94 | Pt | G  | V  | N  | P  | GF | GS | DR  |
|  | --- | ------------------ | -- | -- | -- | -- | -- | -- | -- | --- |
|  | 1.  | Espanyol           | 52 | 38 | 20 | 12 | 6  | 59 | 25 | +34 |
|  | 2.  | Real Betis         | 51 | 38 | 22 | 7  | 9  | 66 | 38 | +28 |
|  | 3.  | Compostela         | 49 | 38 | 21 | 7  | 10 | 56 | 36 | +20 |
|  | 4.  | Toledo             | 47 | 38 | 18 | 11 | 9  | 50 | 32 | +18 |
|  | 5.  | Maiorca            | 47 | 38 | 20 | 7  | 11 | 66 | 39 | +27 |
|  | 6.  | Real Madrid B      | 46 | 38 | 19 | 8  | 11 | 57 | 41 | +16 |
|  | 7.  | Hércules           | 44 | 38 | 16 | 12 | 10 | 41 | 35 | +6  |
|  | 8.  | Barcellona B       | 39 | 38 | 11 | 17 | 10 | 59 | 51 | +8  |
|  | 9.  | CP Mérida          | 37 | 38 | 12 | 13 | 13 | 47 | 41 | +6  |
|  | 10. | Eibar              | 35 | 38 | 10 | 15 | 13 | 30 | 40 | -10 |
|  | 11. | Badajoz            | 35 | 38 | 12 | 11 | 15 | 45 | 46 | -1  |
|  | 12. | Atlético Marbella  | 35 | 38 | 10 | 15 | 13 | 40 | 41 | -1  |
|  | 13. | Palamós            | 34 | 38 | 11 | 12 | 15 | 40 | 49 | -9  |
|  | 14. | Athletic Bilbao B  | 34 | 38 | 10 | 14 | 14 | 46 | 52 | -6  |
|  | 15. | Leganés            | 34 | 38 | 11 | 12 | 15 | 53 | 59 | -6  |
|  | 16. | Villarreal         | 34 | 38 | 14 | 6  | 18 | 29 | 48 | -19 |
|  | 17. | Castellón          | 32 | 38 | 9  | 14 | 15 | 30 | 48 | -18 |
|  | 18. | Real Murcia        | 31 | 38 | 10 | 11 | 17 | 40 | 64 | -24 |
|  | 19. | Real Burgos        | 26 | 38 | 10 | 6  | 22 | 38 | 68 | -30 |
|  | 20. | Cadice             | 18 | 38 | 4  | 10 | 24 | 28 | 67 | -39 |

### Playoff
|                | Andata | Ritorno |                 |
| -------------- | ------ | ------- | --------------- |
| Rayo Vallecano | 1-1    | 0-0     | Compostela      |
| Toledo         | 1-0    | 0-4     | Real Valladolid |

## Verdetti
- Espanyol,  Real Betis e  Compostela promosse in Primera División 1994-1995.
- Castellón,  Real Murcia e  Cadice retrocesse in Segunda División B 1994-1995.